# San Pedro de Urabá
San Pedro de Urabá è un comune della Colombia facente parte del dipartimento di Antioquia.
Il centro abitato venne fondato da Pedro e Agustín Cuadrado nel 1956, mentre l'istituzione del comune è del 1978.